# Empaque del Valle
Empaque del Valle är en ort i Mexiko.   Den ligger i kommunen Culiacán och delstaten Sinaloa, i den västra delen av landet, 1 000 km nordväst om huvudstaden Mexico City. Empaque del Valle ligger 11 meter över havet och antalet invånare är 102.
Terrängen runt Empaque del Valle är mycket platt. Runt Empaque del Valle är det ganska tätbefolkat, med 155 invånare per kvadratkilometer. Närmaste större samhälle är Licenciado Benito Juárez, 18,7 km nordväst om Empaque del Valle. Trakten runt Empaque del Valle består till största delen av jordbruksmark.